# 安维克 (阿拉斯加州)
安维克（英語：Anvik），是美国阿拉斯加州的一座城市。该市的人口在2000年为104人，2010年有85人。人口在阿拉斯加州排行第136。